# Neaphaenops tellkampf
Neaphaenops tellkampf är en skalbaggsart som beskrevs av Wilhelm Ferdinand Erichson. Neaphaenops tellkampf ingår som enda art i släktet Neaphaenops  som ingår i familjen jordlöpare.